# Квинт Лигарий
Квинт Лигарий (на латински: Quintus Ligarius; † 42 пр.н.е.) е римски политик и военен на късната Римска република. Той е в групата на заговорниците и убийците на Цезар на Идите през март 44 пр.н.е.
Квинт Лигарий е привърженик на Сенатската партия през гражданската война между Юлий Цезар и Помпей.
Той е легат на пропретор Гай Консидий Лонг и през 50 пр.н.е. управлява комисарски провинцция Африка, когато Лонг е в Рим и кандидатства за консулат. След избухването на гражданската война през пролетта 49 пр.н.е. той разрешава на Помпеянеца Публий Атий Вар да поеме провинцията и там да състави два легиона. На назначения от Сенат наследник на Лонг, Луций Елий Туберон, той обаче отказва да акостира в Африка. Също и след унищожителната загуба на Помпей в битката при Фарсала Лигарий остава в Африка и продължава борбата против Цезарянците. Когато Цезар през февруари 46 пр.н.е. завладява провинцията в битката при Тапс, Лигарий е оправдан, но няма право да се върне обратно в Рим. През края на 46 пр.н.е. той е обвинен при диктатор Цезар за държавна измяна от Квинт, синът на Луций Елий Туберон, за (perduellio), понеже той се биел заедно с обявения за държавен враг нумидски цар Юба I. Квинт Лигарий е защитаван успешно от Цицерон в неговата запазена реч Pro Q. Ligario. С разрешението на Цезар Лигарий се връща отново в Рим и се присъединява към заговорниците против диктатора. Вероятно той умира заедно с тях в боевете след убийството на Цезар.